# Степна сільська рада (Ташлинський район)
Степна́ сільська рада (рос. Степной сельский совет) — сільське поселення у складі Ташлинського району Оренбурзької області Росії.
Адміністративний центр — селище Степний.

## Населення
Населення — 1536 осіб (2019; 1671 в 2010, 1991 у 2002).

## Склад
До складу сільської ради входять:
| Населений пункт  | Населення, осіб (2002) | Населення, осіб (2010) |
| ---------------- | ---------------------- | ---------------------- |
| Жирнов, селище   | 373                    | 305                    |
| Западний, селище | 370                    | 196                    |
| Степний, селище  | 1248                   | 1170                   |